# Lista dos presidentes do Tribunal Regional do Trabalho da 5.ª Região
Esta é uma lista de presidentes do Tribunal Regional do Trabalho da 5ª Região (TRT5) desde sua fundação.
| Nome                                             | Imagem | Início | Fim  |
| ------------------------------------------------ | ------ | ------ | ---- |
| Antônio Galdino Guedes                           |        | 1941   | 1951 |
| Lineu Lapa Barreto de Araújo                     |        | 1951   | 1955 |
| Carlos Coqueijo Costa                            |        | 1955   | 1959 |
| Lineu Lapa Barreto de Araújo                     |        | 1959   | 1963 |
| José Dantas do Prado                             |        | 1963   | 1967 |
| Carlos Coqueijo Costa                            |        | 1967   | 1971 |
| Rosalvo Otacílio Torres                          |        | 1971   | 1973 |
| José Dantas do Prado                             |        | 1973   | 1975 |
| Luiz de Pinho Pedreira da Silva                  |        | 1975   | 1977 |
| Wilson Lapa Barreto da Silva                     |        | 1977   | 1979 |
| Menandro Ramos Negreiros Falcão                  |        | 1979   | 1981 |
| Hylo Bezerra Gurgel                              |        | 1981   | 1983 |
| Washington Luiz da Trindade                      |        | 1983   | 1985 |
| Alfredo Vieira Lima                              |        | 1985   | 1987 |
| Ronald Olivar de Amorim e Souza                  |        | 1987   | 1989 |
| Odimar de Almeida Leite                          |        | 1989   | 1991 |
| José Joaquim de Almeida Neto                     |        | 1991   | 1993 |
| Érito Francisco Machado                          |        | 1993   | 1995 |
| Raymundo Carlos Figuerôa                         |        | 1995   | 1997 |
| Annibal Maia Sampaio                             |        | 1997   | 1999 |
| Maria da Conceição Manta Dantas Martinelli Braga |        | 1999   | 2001 |
| Dolores Correia Vieira                           |        | 2001   | 2003 |
| Marama dos Santos Carneiro                       |        | 2003   | 2005 |
| Roberto Freitas Pessoa                           |        | 2005   | 2007 |
| Paulino César Martins Ribeiro do Couto           |        | 2007   | 2009 |
| Ana Lúcia Bezerra Silva                          |        | 2009   | 2011 |
| Vânia Jacira Tanajura Chaves                     |        | 2011   | 2013 |
| Valtércio Ronaldo de Oliveira                    |        | 2013   | 2015 |
| Maria Adna Aguiar do Nascimento                  |        | 2015   | 2017 |
| Maria de Lourdes Linhares Lima de Oliveira       |        | 2017   | 2019 |